# Abadia de Cluny
A Abadia de Cluny é uma abadia localizada na Borgonha, na França, que começou a ser construída em 11 de setembro de 910 por Guilherme I da Aquitânia, em um terreno doado pelo próprio, e exerceu profunda influência na cristandade dos séculos posteriores com as Reformas cluníacas, inclusive além de suas fronteiras. Nela estava estabelecida a sede ou casa-mãe da célebre beneditina Ordem de Cluny.
Hugo I, Duque da Borgonha, um dos irmãos de Henrique de Borgonha, foi um dos seus priores. E foi com Hugo I que a Abadia atingiu seu apogeu ao iniciar a construção da basílica de cinco naves e sete torres tendo seu altar consagrado pelo Papa Urbano II.
Foi na Abadia de Cluny que se originaram as chamadas reformas cluníacas, movimento no qual os monges cluniacenses dedicavam-se à celebração das horas litúrgicas, ao canto dos Salmos, rigidez na observância da Regra de São Bento, procissões devotas e solenes e, sobretudo, à celebração da missa. Promoveram a música sacra (em Cluny havia oito esculturas que retratavam os oito modos do canto gregoriano); quiseram que a arquitetura e a arte contribuíssem para a beleza e a solenidade dos ritos católicos, inseriram típicas atividades culturais do monaquismo medieval como as escolas para as crianças, a preparação de bibliotecas, os scriptoria para a transcrição dos livros; enriqueceram o calendário litúrgico de celebrações especiais e incrementaram o culto da Virgem Maria. Além de, através do trabalho manual, explorar economicamente as amplas propriedades típicas dos mosteiros cluniacenses.
Como mencionado acima, a construção da Abadia, bem como as reformas nela originadas, causaram grande influência na época a ponto de muitos príncipes e Papas pedirem aos abades de Cluny para difundirem a sua reforma, de modo que em pouco tempo se propagou uma densa rede de mosteiros ligados a Cluny, ou com verdadeiros vínculos jurídicos ou com uma espécie de afiliação carismática. Muitos homens, tanto leigos como clérigos, inclusive aqueles de elevada condição, deixaram suas dioceses para viverem em Cluny como simples monges. Devido ao grande aumento do número de monges, tornou-se necessário ampliar as instalações de Cluny e edificar uma nova igreja. Estima-se que o número de monges ligados à Abadia chegou a 10 mil espalhados em 1.450 casas clericais.
A abadia foi considerada uma das maravilhas da França Medieval e diz-se ter sido o maior complexo arquitetônico da cristandade ocidental. Em decorrência da revolução francesa a abadia foi completamente destruída, tendo sido posteriormente reconstruída.
Em 2007 a Abadia foi consagrada como Patrimônio Europeu pela União Europeia.